# Ryan Reid
Pour les articles homonymes, voir Ryan Reid (baseball) et Reid.
Ryan Reid de son nom complet Ryan Rupert Reid, né le 30 octobre 1986 à Lauderdale Lakes (Floride) et mort le 9 juillet 2025, est un joueur de basket-ball américano-jamaïcain. Il évolue au poste de pivot.

## Biographie
Ryan Reid naît le 30 octobre 1986 à Lauderdale Lakes, dans l’État de Floride.
Il est formé aux Seminoles de Florida State avant d’être sélectionné, en 2010, par l’équipe des Pacers de l'Indiana en 57e position. Il est ensuite échangé et intègre le Thunder d'Oklahoma City, avec qui il jouera cinq matchs entre 2011-2012,. En 2011, il est également médaillé de bronze pour la Jamaïque aux championnats des Caraïbes. 
En août 2012, il quitte le continent américain pour venir jouer en Europe, et il intègre la Chorale Roanne Basket. Il y joue deux ans, de 2012-2014 en Pro A, puis intègre le SLUC Nancy en novembre 2014, en remplacement de Damir Krupalija. Il y joue entre 2014-2015, toujours en Pro A.
Il évolue aussi dans d'autres pays comme la Pologne, au Japon ou encore au Canada.
À l'été 2019, il intègre les Béliers de Kemper - UJAP 1984. Il y joue deux saisons, entre 2019-2021 en Pro B, avant de terminer sa carrière professionnelle en 2021, à l'âge de 35 ans.
Le 9 juillet 2025, il meurt des suites d'un arrêt cardiaque, à l'âge de 38 ans.